# The Killers
The Killers so ameriška rock skupina iz Las Vegasa, ki je nastala leta 2002. Njeni člani so pevec Brandon Flowers, kitarist Dave Keuning, basist Mark Stoermer in Ronnie Vannuci ml. na bobnih.
Leta 2001 je Brandon zapustil skupino, v kateri je sprva deloval. To ni bila prava rock skupina, temveč syntpop zasedba, v kateri glavni inštrument predstavlja sintetizator. Pozneje, prav na koncertu skupine Oasis, se je Brandon zavedel, da hoče ustvariti pravo rock zasedbo. Tako je začel iskati kitarista. Spoznal je Dava Keuninga. Hitro sta se ujela in takoj začela vaditi, skupaj z basistom in bobnarjem, ki pa sta zasedbo kmalu zapustila. Vanucci in Stoermer sta takrat že bila člana drugih skupin. Zbližali so se, ko sta jima Brandon in Dave ponudila mesto v skupini The killers. Ime benda izhaja iz napisa na bobnih zasedbe New Order, v videospotu za skladbo »Crystal«. Po prvih nastopih, je Ronnie priznal, da je skupina še precej zelena in bo potrebovala kar veliko dela. Zadnji, ki je pristopil k bandu pa je bil Mark. Delno tudi zato, ker sta z Brandonom hitro postala prijatelja. Na začetku so vadili kar v garaži Ronnijeve hiše.
Sprva so nastopali le po manjših lasvegaških klubih. Zaradi njihove želje po uspehu in vrsto pesmi, ki so jih izvajali, pa so hitro pridobivali pozornost. Junija leta 2004 so izdali prvi album Hot Fuss. Njihov prvenec je postal »Somebody told me«. Poleg njega pa sta veliko pozornosti dobili tudi pesmi »Mr. Brightside« in »All these things I've done«. Naslednji album z naslovom Sam's Town je izšel oktobra leta 2006. S tega albuma je najuspešnejša pesem »When you were young«. Že v prvem tednu izida je bil prodan v 700.000 izvodih. Tretji album, Sawdust, pa je izšel oktobra 2007.
Velik vpliv nanje predstavlja Združeno kraljestvo, saj so njihovi vzorniki New Order, Pet Shop Boys, U2, Beatles in druge angleške skupine. Velikokrat jih opisujejo kot najboljši angleški bend, ki prihaja iz Amerike.
Od takrat so dosegli velik uspeh. Bili so nominirani za več grammyev, dobili so nagrado za najboljšo novo nastalo zasedbo, postali so najboljša rock skupina leta 2006, dobili nagrado za najboljšo mednarodno skupino in album ter bili nominirani še za mnoge druge nagrade.
7. junija 2009 so nastopili tudi v Sloveniji in sicer na Hipodromu Stožice, kjer se je na njihovem koncertu zbralo 30.000 ljudi.

## Zasedba
- Brandon Flowers - vokal, klaviature
- Dave Keuning - kitara
- Mark Stoermer - bas kitara
- Ronnie Vannuci Jr. - bobni

## Diskografija
Albumi
- Hot Fuss (2004)
- Sam's Town (2006)
- Day & Age (2008)
- Battle Born (2012)
- Wonderful Wonderful (2017)
- Imploding the Mirage (2020)

Videospoti
- »Read my Mind«
- »When you were young«
- »Mr. Brightside«
- »Somebody told me«